# امينة بن بوشتى
أمينة بن بوشتى (مواليد 1963)، فنانة تشكيلية مغربية ترعرت بمدينة الرباط بالمغرب تعلمت اصول الرسم في سن صغير مع جاك اليريني  تلقت تعليمها في كل من كندا وباريس، حظيت أعمالها الفنية المعاصرة باعتراف دولي ذلك ان اعمالها ركزت بشكل كبير على القضايا الاجتماعية المتعلقة بالسياسات الجنسانية.
في بداياتها المهنية، ترأست مجلة الأزياء والثقافة les Aligés ثم شاركت في مجموعة Collectif 212 وهي مجموعة من الفنانين والقيمين الذين كرسوا أنفسهم لدعم الفن المعاصر الناشئ في المغرب.

## سيرة

### مسيرتها الدراسية والمهنية
بدأت مهنة بنبوشتى كفنانة رسميًا في عام 1986 بعد تخرجها من جامعة مكغيل في مونتريال (كندا)، حيث تخصصت في الأنثروبولوجيا ودراسات الشرق الأوسط. في عام 1988 وعلى مدار العامين التاليين انضمت كمستمعة حرة إلى المدرسة الوطنية للفنون الجميلة في باريس. تقول بنبوشتى «عند مغادرة المغرب من اجل متابعة دراستي خلال الثمانينات، اكتشفت بانه يمكن للفن ان يشمل ميادين اخرى غير الرسم والنحت». ومنذ سنة 1986 بدأت تعرض أعمالها في مؤسسات في جميع أنحاء العالم (إنجلترا، فرنسا، الولايات المتحدة الأمريكية وغيرهم)، حيث بدأت عرض اعمالها من بينالي القاهرة (1993) إلى المتحف الوطني للمرأة والفنون في واشنطن [الإنجليزية] بالولايات المتحدة الأمريكية (1997)، مع أحدث عروضها الجماعية والفردية التي أقيمت في الرباط، المغرب وتقدمت بشكل أساسي إما في المغرب أو إسبانيا أو فرنسا.
ترأست بنبوشتى مجلة الأزياء والثقافة les Aligés ثم شاركت في إنشاء مجموعة Collectif 212 وهي مجموعة من القيمين والفنانين المهتمين بدعم الفن المعاصر الناشئ في المغرب التي تألف أعضائها من (حسن عشري، وصفاء الرواس، جميلة لعمراني، عماد منصور، ميريام مهيندو [الإنجليزية] ويونس رحمون.)
في عام 2007 التحقت بالجمعية الفنية (عين الأسد La source du lion)
في عام 1997 أكملت إقامتها الأولى في مستشفى أمراض الأطفال في الرباط، المغرب. في عام 2004 أكملت إقامتها الثانية في مراكش، المغرب
ثم في 2008 أكملت إقامتها الثالثة في في دينيا بإسبانيا.
تعتمد أمينة بن بوشتى في خلفية لوحاتها وتركيباتها وتصويرها على الدراسات الأنثروبولوجية للتأمل في الأشياء اليومية، والإنسان، وبيئتها الثقافية.  إذ ينصب تركيزها على دمج القضايا الاجتماعية المتعلقة بسياسة النوع الاجتماعي في فنها.